# Jerusha Kloke
Jerusha Kloke (* 15. Februar 1988 in Berlin) ist eine deutsche ehemalige Schauspielerin.
Jerusha Kloke spielte von der 3. Staffel bis zur 7. Staffel in der deutschen Fernsehserie Schloss Einstein die Rolle der Schülerin Paula Krüger und übernahm damit eine der Serienhauptrollen. Von 2006 bis 2014 studierte sie Rechtswissenschaften an der Universität Potsdam und ist heute in der Wirtschaft tätig.

## Filmografie
- 2001–2004: Schloss Einstein